# Eloria chares
Eloria chares är en fjärilsart som beskrevs av Druce 1893. Eloria chares ingår i släktet Eloria och familjen tofsspinnare. Inga underarter finns listade i Catalogue of Life.